# Borogyinói csata

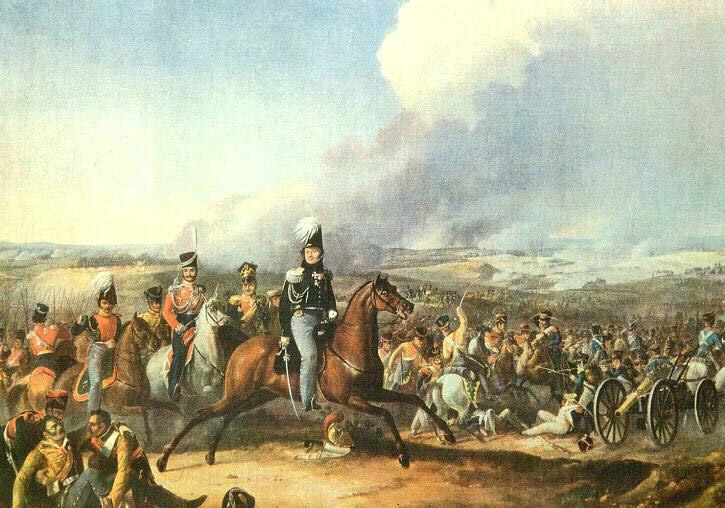
A borogyinói csatatéren, részlet Bozserjanov A Honvédő Háború sorozatából, 1911

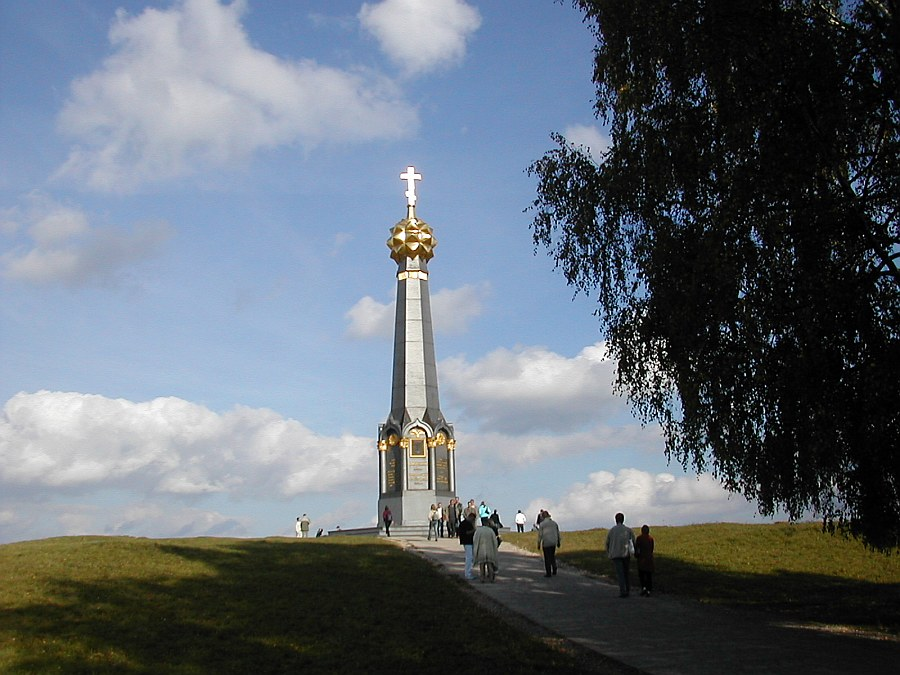
A csata emlékműve

A borogyinói csata (1812. szeptember 7.; az Oroszországban használt julián naptár szerint augusztus 26.) a napóleoni háborúk legvéresebb csatája volt. Több mint 250 000 katona vett részt benne, amiből mintegy százezren a csatamezőn maradtak. 
A csatát az I. Napóleon francia császár irányítása alatt álló francia–olasz–német–lengyel hadsereg (Grande Armée) és a Mihail Kutuzov vezette orosz hadsereg vívta Borogyino falunál, Mozsajszk város közelében. A csatában mindkét fél taktikai hibákat követett el, és az oroszokat csak stratégiai megfontolások kényszerítették a visszavonulásra. Napóleonnak a csata folytán tanúsított viselkedése azt sugallja, megpróbálta elkerülni a pürrhoszi győzelmet; a császár ugyanekkor magas láztól is szenvedett, ami megmagyarázhatja, miért hozott túl leegyszerűsített döntéseket.

## Előzmények
A francia sereg 1812 júniusában kezdte meg Oroszország megszállását. Sándor cár hazafias háborút hirdetett a haza védelmére. Az orosz erők, melyek azelőtt a lengyel határon gyülekeztek, kénytelenek voltak meghátrálni a sebesen közeledő francia hadak előtt, emiatt főparancsnokukat, Michael Barclay de Tolly grófot leváltották. Az új parancsnok, Mihail Kutuzov herceg sem tudta megállítani az előrenyomuló franciákat, csak amikor már 125 km-re megközelítették Moszkvát. Kutuzov egy Borogyino melletti könnyen védhető területet választott a csata helyszínéül, és szeptember 3-áról kezdődően sáncokkal megerősítette. 

## A szembenálló felek

### Orosz csapatok
Korábbi feltételezések szerint Kutuzovnak 125 000 fős serege volt, ma történészek úgy tartják, ennél jóval magasabb lehetett a katonák száma, kb. 160 000. Korábban ugyanis az orosz nemzetőrséget (kb. 30 000 katona) és az irreguláris hadakat (kozákok, kb. 10 000-en) nem számolták bele, mivel ők a közvetlen harcban nem vettek részt; ha azonban őket nem számítjuk, akkor a francia oldalon sem kellene beleszámítanunk a 25 000-es francia császári testőrséget, akik szintén nem harcoltak. Az oroszok mindenképpen, bár nem jelentős számbeli fölényben voltak, megerősített helyzetük és az, hogy több lövészük volt, szintén előnyös helyzetbe hozta őket.

### Francia csapatok
Napóleonnak ekkorra már csak 135 000 katonája maradt, akik csak részben voltak francia nemzetiségűek. Egy részét elvesztette, és ezenkívül több tízezer ember került az elfoglalt orosz városok helyőrségébe. Borogyinónál harcoltak Napóleon lengyel, itáliai és német szövetségesei is. Napóleon ágyúi ezenkívül nem vehették fel a versenyt a nagyobb kaliberű orosz ágyúkkal, egyrészt számuk másrészt lövegűrméretük miatt. Ez azért volt, mert az invázió kezdetétől fogva a hiányos élelmezés miatt a lovak folyamatosan hullottak, így nem tudták tovább szállítani a nagyobb ágyúkat. Ezenkívül a lovasság is rengeteg lovat veszített, voltak olyanok akiket csak lovasnak neveztek, pedig már régóta gyalog harcoltak. Még a császár elit katonái az „öreg morgósok” is rengeteg dologban szenvedtek hiányt. Ez volt a francia Grande Armée, amely itt még ütőképes volt, de nemsokára lebénult.

## A csata
Az oroszokkal szembekerülve Napóleont mintha elhagyta volna szokásos taktikai ügyessége, és szemből támadást rendelt el. Ezt a hibát gyakran a betegségnek tulajdonítják, amiben szenvedett. Az is lehet, hogy megpróbálta egy nap alatt elpusztítani az egész orosz hadsereget. Az első francia támadás, ha nagy veszteségek árán is, de sikeres volt: a Joachim Murat, Nápoly királya által irányított lovasság és gyalogság kora délutánra áttört az oroszok vonalán, elfoglalta a sáncot, elvesztette, majd visszafoglalta. Ami a franciák ellen volt, hogy az oroszok eddig sohasem látott bátorsággal és helytállással védték állásaikat, és minden egyes tüzért az ágyúja mellett kellett leszúrni. Szuronyroham a rohamot követte, szinte nem voltak hátráló katonák. A csata menetét a két hadsereg tüzérségi párbaja határozta meg, az ágyúk egyetlen pillanatra sem pihentek, iszonyú hangzavar és fülsiketítő lárma volt. A katonák tízezrével hullottak, Napóleont hiába kérték marsalljai, hogy vesse be a gárdát, a császár (nagyon helyesen, mert később ez biztosította védelmét a visszaúton) nem élte fel utolsó tartalékát, mert túlságosan távol volt Franciaországtól. Az oroszok ellentámadását a franciák lövészei visszaverték. Éjjel az orosz hadak megkezdték visszavonulásukat, eleinte csak pár mérföldnyire, majd Moszkva felé. Napóleon előtt végre megtisztult az út Moszkvába.
- Vaszilij Vasziljevics Verescsagin: 
 Napóleon Borogyino közelében
- Vaszilij Vasziljevics Verescsagin: 
 Vége a csatának

## Veszteségek
A veszteségek egyes becslései nagyban eltérnek egymástól. Adam Zamoyski történész szerint a franciák közül legalább 30 000-en meghaltak vagy megsebesültek, köztük 48 tábornok. Mások, például Stephen Pope 50 000-re teszik az áldozatok számát. Az oroszok legkevesebb 38 500, legfeljebb 58 000 embert veszítettek (a legáltalánosabban elfogadott feltételezés szerint 50 000-et).

## Eredményei
Az oroszok visszavonulása megnyitotta az utat a franciák előtt Moszkva felé, és szeptember 14-én el is foglalták. Kutuzov hadserege ugyanakkor talpon maradt. A véres és eldöntetlen csatával és Moszkva felégetésével, illetve a békeszerződés fel nem ajánlásával Napóleont lassan visszavonulásra kényszerítették az oroszok, ami a tél beálltával végzetes meneküléssé vált. Tehát a csatát egy fordulópontnak is tekinthetjük, mert innentől kezdve a francia hadsereg csak nagyon csekély eredményeket könyvelhetett el, s még tífuszjárvány is tizedelte.
Lev Tolsztoj a Háború és békében írja le a csatát. A százéves évfordulóra Franz Roubaud orosz festő hatalmas panorámaképet festett a csatáról.